# Alberto Pico della Mirandola
Alberto Pico della Mirandola (dicembre 1507 – Mirandola, 16 ottobre 1533) è stato un nobile e militare italiano.

## Biografia
Secondogenito maschio di Gianfrancesco II Pico e Giovanna Carafa, nacque sul finire del 1507.
In seguito l'assedio del 1511, papa Giulio II restituì la Mirandola a Gianfrancesco II Pico, che poco dopo fu di nuovo scacciato da Gian Giacomo Trivulzio. A seguito della pace, la signoria venne divisa, assegnando Mirandola a Gianfrancesco e Concordia alla cognata Francesca Trivulzio; tuttavia, i contrasti durarono a lungo.
Più volte dimostrò il suo valore, difendendo l'Impero e la Signoria di Genova, di cui fu condottiero di 60 cavalieri e 300 fanti con i francesi a Castelnuovo di Tortona, dove acquistò grande fama e onore.
La notte tra il 15 e il 16 ottobre 1533 Galeotto II Pico penetrò nel castello dei Pico alla guida di un manipolo di 40 fedeli raggruppati da Bartolomeo Brugnoli per uccidere Gianfrancesco II: sentendo i rumori, Alberto si destò dal letto correndo in soccorso del padre, ma intendendo che si trattava di una congiura di nemici, tornò verso la camera della cognata Carlotta Orsini (moglie del fratello Giantommaso); inseguito dai nemici, si arrese loro per aver salva la vita, ma fu ammazzato immediatamente
Venne sepolto insieme al padre nella chiesa di San Francesco. Il 10 aprile 1834, durante l'edificazione della cappella di santa Filomena, vennero ritrovate due cassette in legno d'abete murate nei pilastri, di cui una contenente il cranio spezzato e la maggior pare delle ossa malmesse o ridotte in polvere, delle quali si ritenne fossero di Alberto Pico.

## Ascendenza
|                            |                   |                               | Genitori                  |  |  | Nonni |  |  | Bisnonni             |  |  | Trisnonni       |  |
|                            |                   |                               |                           |  |  |       |  |  | Gianfrancesco I Pico |  |  | Giovanni I Pico |  |
|                            |                   |                               |                           |  |  |       |  |  | Gianfrancesco I Pico |  |  | Giovanni I Pico |  |
|                            |                   | Caterina Bevilacqua           |                           |  |  |       |  |  | Gianfrancesco I Pico |  |  |                 |  |
| Galeotto I Pico            |                   |                               |                           |  |  |       |  |  | Gianfrancesco I Pico |  |  |                 |  |
|                            |                   | Giulia Boiardo                | Feltrino Boiardo          |  |  |       |  |  |                      |  |  |                 |  |
|                            |                   | Giulia Boiardo                | Feltrino Boiardo          |  |  |       |  |  |                      |  |  |                 |  |
|                            |                   | Giulia Boiardo                | Guiduccia da Correggio    |  |  |       |  |  |                      |  |  |                 |  |
| Giovanni Francesco II Pico |                   | Giulia Boiardo                |                           |  |  |       |  |  |                      |  |  |                 |  |
|                            |                   | Niccolò III d'Este            | Alberto V d'Este          |  |  |       |  |  |                      |  |  |                 |  |
|                            |                   | Niccolò III d'Este            | Alberto V d'Este          |  |  |       |  |  |                      |  |  |                 |  |
|                            |                   | Niccolò III d'Este            | Isotta Albaresani         |  |  |       |  |  |                      |  |  |                 |  |
| Bianca d'Este              |                   | Niccolò III d'Este            |                           |  |  |       |  |  |                      |  |  |                 |  |
|                            |                   | Anna de' Roberti              | ?                         |  |  |       |  |  |                      |  |  |                 |  |
|                            |                   | Anna de' Roberti              | ?                         |  |  |       |  |  |                      |  |  |                 |  |
|                            |                   | Anna de' Roberti              | ?                         |  |  |       |  |  |                      |  |  |                 |  |
| Alberto Pico               |                   | Anna de' Roberti              |                           |  |  |       |  |  |                      |  |  |                 |  |
|                            | Diomede II Carafa | Antonio Carafa, detto Malizia |                           |  |  |       |  |  |                      |  |  |                 |  |
|                            | Diomede II Carafa | Antonio Carafa, detto Malizia |                           |  |  |       |  |  |                      |  |  |                 |  |
|                            | Diomede II Carafa | Caterina Farafalla            |                           |  |  |       |  |  |                      |  |  |                 |  |
| Giovanni Tommaso Carafa    | Diomede II Carafa |                               |                           |  |  |       |  |  |                      |  |  |                 |  |
|                            |                   | Maria Caracciolo Rossi        | Paolo Caracciolo Rossi    |  |  |       |  |  |                      |  |  |                 |  |
|                            |                   | Maria Caracciolo Rossi        | Paolo Caracciolo Rossi    |  |  |       |  |  |                      |  |  |                 |  |
|                            |                   | Maria Caracciolo Rossi        | ?                         |  |  |       |  |  |                      |  |  |                 |  |
| Giovanna Carafa            |                   | Maria Caracciolo Rossi        |                           |  |  |       |  |  |                      |  |  |                 |  |
|                            |                   | Roberto Sanseverino           | Leonetto Sanseverino      |  |  |       |  |  |                      |  |  |                 |  |
|                            |                   | Roberto Sanseverino           | Leonetto Sanseverino      |  |  |       |  |  |                      |  |  |                 |  |
|                            |                   | Roberto Sanseverino           | Lisa Attendolo            |  |  |       |  |  |                      |  |  |                 |  |
| Giulia Sanseverino         |                   | Roberto Sanseverino           |                           |  |  |       |  |  |                      |  |  |                 |  |
|                            |                   | Elisabetta da Montefeltro     | Ferdinando da Montefeltro |  |  |       |  |  |                      |  |  |                 |  |
|                            |                   | Elisabetta da Montefeltro     | Ferdinando da Montefeltro |  |  |       |  |  |                      |  |  |                 |  |
|                            |                   | Elisabetta da Montefeltro     | ?                         |  |  |       |  |  |                      |  |  |                 |  |
|                            |                   | Elisabetta da Montefeltro     |                           |  |  |       |  |  |                      |  |  |                 |  |